# Lurøy
Lurøy es un municipio de Noruega, en la provincia de Nordland. Forma parte del distrito tradicional de Helgeland. El centro administrativo del municipio de Brekke es el pueblo de Lurøy. Lurøy fue establecido como un municipio el 1 de enero de 1838. El nuevo municipio de Træna fue separado de Lurøy en 1872.
El municipio se encuentra en la costa, justo al sur del Círculo polar ártico, en el borde occidental de Saltfjellet. El Lurøygården (Granja Lurøy) tiene un jardín renacentista de más de doscientos años de edad con plantas antiguas, un haya Cooper de 20 metros de alto.